# Olof Jonasson
Olof Georg Jonasson, född 22 januari 1894 i Bergs församling, Kronobergs län, död 5 februari 1965, var en svensk geograf och nationalekonom. 
Jonasson blev 1920 filosofie doktor vid Clark University i Worcester, 1927 docent i råproduktslära, 1929 lärare i ekonomisk geografi med råproduktionslära vid Handelshögskolan i Stockholm. Bland Jonassons skrifter märks The agricultural regions of Europe (1925-26), Ekonomisk geografi med varukännedom (1929) samt Kaffet (1932). Olof Jonsson medverkade under signaturen O.Jsn i Svensk uppslagsbok.
Han blev professor i ekonomisk geografi vid Göteborgs handelshögskola från 1939. Han invaldes 1952 som ledamot av Lantbruksakademien.